# Erich Adickes

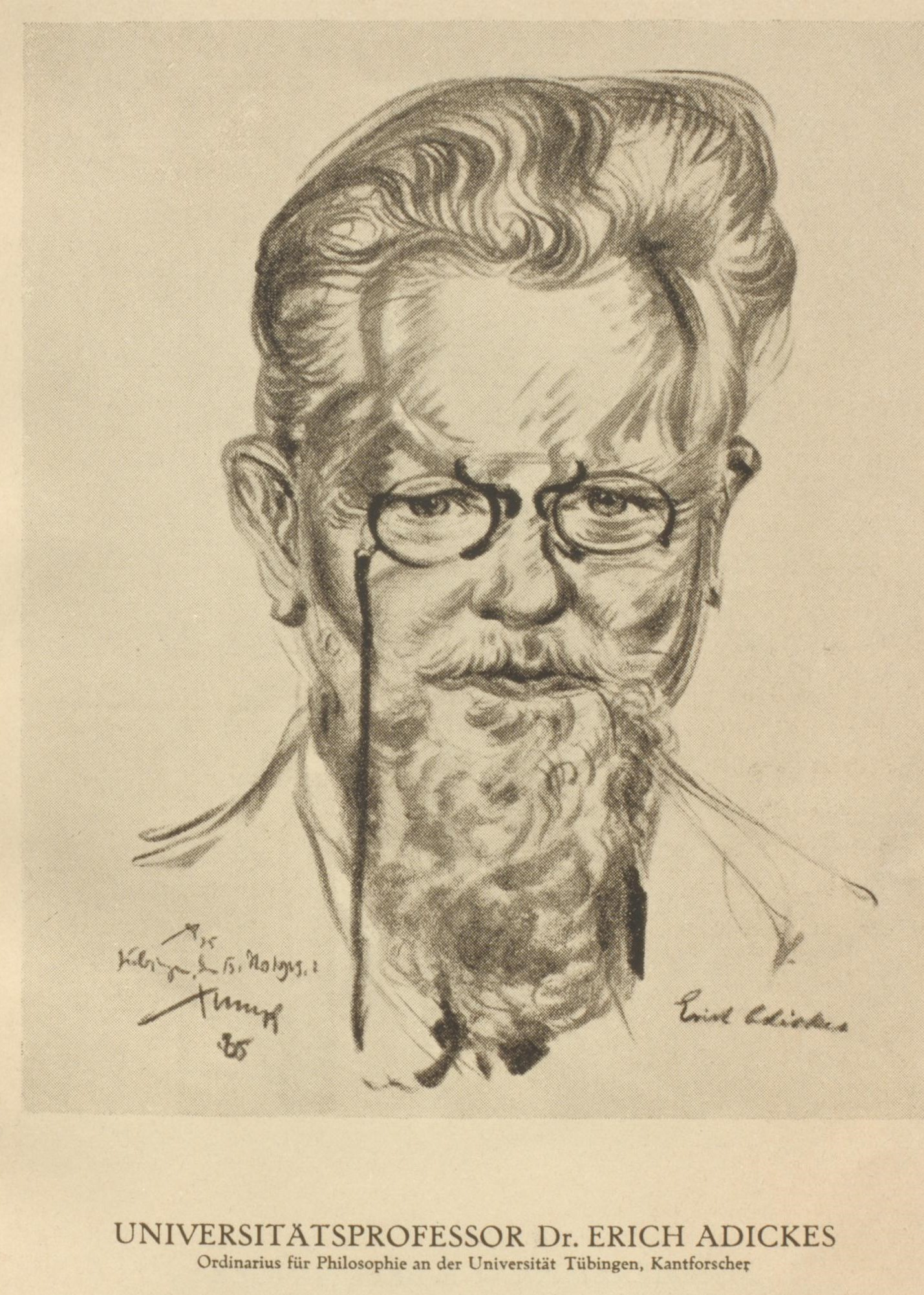
Emil Stumpp: Erich Adickes (1926)

Erich Adickes (* 29. Juni 1866 in Lesum; † 8. Juli 1928 in Tübingen) war ein deutscher Philosoph.

## Vorfahren
Erich Adickes wurde als Sohn des aus dem friesischen Land Wursten (bei Cuxhaven) stammenden pietistischen Amtsrichters Wilhelm Adickes (1817–1896) (Richter am Amtsgericht Lesum 1854–1894) und der aus einer Hugenottenfamilie stammenden Therese Chappuzeau (1822–1898) geboren. Auch beide Großväter bekleideten öffentliche Ämter, Erich Friedrich Adickes (1778–1838) war 1819–1838 Mitglied der Ständeversammlung des Königreichs Hannover, Christoph Wilhelm Chappuzeau war Amtmann in Bederkesa. Die Mutter war eine Nachfahrin des französischen Reisenden und Schriftstellers Samuel Chappuzeau (1625–1701), der 1682 nach Niedersachsen (Celle) gekommen war.
Sein Bruder war der Kommunalpolitiker und langjährige Oberbürgermeister Franz Adickes (1846–1915).
Sein Sohn war Franz Adickes, Professor für Organische Chemie (1897–1973).

## Leben
Adickes besuchte bis 1884 das Christianeum in Altona. Dann studierte er an der Eberhard-Karls-Universität Tübingen und bei Friedrich Paulsen an der Humboldt-Universität zu Berlin Philosophie, ferner Geschichte, Geografie und ev. Theologie. Mit seiner Arbeit Kants Systematik als mitbildender Faktor bei der Entstehung des Systems wurde er 1887 promoviert. Nach seinem Studium nahm er die Lehrerstellen in Barmen und Kiel an. 1895 habilitierte er an der Christian-Albrechts-Universität Kiel im Fach Philosophie.
1898 erhielt er einen Ruf als außerordentlicher Universitätsprofessor. Im Jahre 1902 nahm er einen Ruf an die Westfälische Wilhelms-Universität in Münster an. In Tübingen wurde er 1904 Nachfolger von Christoph von Sigwart. Als bedeutende Arbeit leistete er die Aufarbeitung des handschriftlichen Nachlasses von Immanuel Kant, was er auf den Rat von Wilhelm Dilthey ausführte. Er gab ihn als 14. – 19. Band der Kantausgabe der Preußischen Akademie der Wissenschaften heraus.
Adickes erstellte als kritischer Idealist eine Erkenntnislehre und entwickelte eine eudaimonistische Ethik. Schließlich gelangte er zu einer spiritualistischen Weltanschauung mit pantheistischen Zügen. Er galt als ein entschiedener Gegner von Hans Vaihinger.
Er wandte sich gegen den Materialismus sowie gegen die „monistische Naturphilosophie“ des Darwinisten Ernst Haeckel und behauptete, die Materie existiere nicht objektiv, sie sei eine „Angelegenheit unseres Geistes“, ein „Zustand des Bewußtseins“. Die Atome seien nur Hilfsbegriffe des Verstandes. Er negierte die Möglichkeit der wissenschaftlichen Erkenntnis der objektiven Welt.
Adickes war seit 1884 Mitglied der Tübinger Burschenschaft Derendingia.

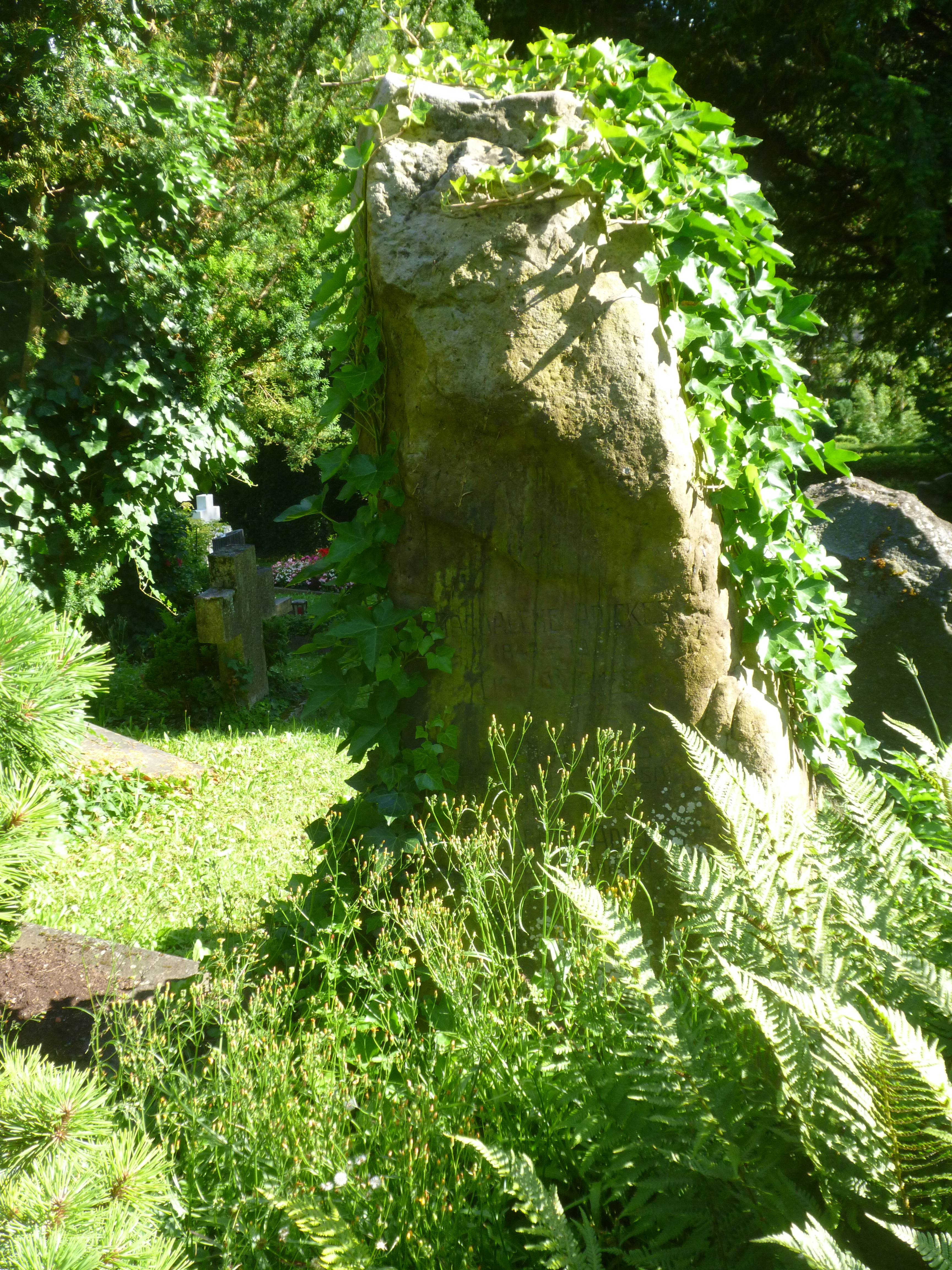
Grab auf dem Stadtfriedhof Tübingen

## Schriften (Auswahl)
- German Kantian Bibliography. In: Philosophical Review, May 1893 - June 1896, 3 Bde. Boston 1895/96
- Kant contra Haeckel. Erkenntnistheorie gegen naturwissenschaftlichen Dogmatismus, Berlin 1901
- Anti-Kappes. Eine notgedrungene Entgegnung, Berlin 1904
- Charakter und Weltanschauung. Akademische Antrittsrede vom 12. Januar als o. Ö. Professor der Philosophie an der Universität Tübingen. J. C. B. Mohn (Paul Siebeck), Tübingen 1905
- Untersuchungen zu Kants physischer Geographie, 1911
- Kants Ansichten über Geschichte und den Bau der Erde, 1911
- Ein neu aufgefundenes Kollegheft nach Kants Vorlesung über physische Geographie, Tübingen 1913 (Digitalisat).
- Kants Opus postumum dargestellt und beurteilt - Berlin : Reuther & Reichard, 1920. (Kant-Studien. Ergänzungshefte ; Nr. 50) -       855 Seiten
- A.E. [Selbstdarstellung], In: Raymund Schmidt (Hrsg.): Die Philosophie der Gegenwart in Selbstdarstellungen, 2 Bde. Leipzig 1923
- Kant und das Ding an sich, 1924
- Kant als Naturforscher, 2 Bände, 1924/1925
- Kant und die Als-Ob-Philosophie, 1927
- Kants Lehre von der doppelten Affektion unseres Ichs als Schlüssel zu seiner Erkenntnistheorie, 1929